# 프레드니솔론
프레드니솔론(prednisolone)은 프레드니손의 활성 대사물이다. 매우 떫은 맛 때문에 프레드니솔론은 소아과에선 처방을 삼가고 있다.

## 쓰임새
당질코르티코이드와 약한 무기질코르티코이드 성질을 띠는 코르티코스테로이드로서 광범위한 염증과 천식, 류머티즘성 관절염, 궤양성대장염, 크론병, 다발성 경화증, 군집성 두통, 전신 홍반성 낭창 등의 자가 면역 질환 치료에 쓰인다. 또한 장기 이식 후 면역 억제제로 쓰이기도 한다. 프레드니솔론 아세테이트 현탁성 안약은 살균된 코르티코 스테로이드로서 눈의 알레르기성 반응, 부풀어오름, 가려움, 붉어짐증 등을 감소시킨다.

## 부작용
쿠싱증후군, 여드름, 변비, 기분 변화 같은 부작용이 있다. 눈에 투약되었을 경우에는 수정체 피막하 백내장, 울혈유두, 녹내장 같은 증상이 나타날 수 있다.
헤르페스 환자에는 금기이다.